# Viva!
Viva!, eller Vegetarians' International Voice for Animals ("Vegetarers Internationale Stemme for Dyr"), grundlagt af Juliet Gellatley i 1995, er en britisk-baseret dyreretsorganisation, som støtter vegetarisme og veganisme. Den kæmper mod industrialiserede landbrug, som den omtaler som modbydelige, miljøskadelige og usunde. 
Viva! organiserer Incredible Veggie Roadshow i Storbritannien, som sidste år blev set af over 5000 mennesker i London. 
Hvert kvartal udgiver Viva! magasinet Viva! LIFE, som indeholder forsknings- og kampagneinformation, opskrifter og mere.

## Kendte støtter
- Tony Benn
- Jerome Flynn
- Chrissie Hynde
- Joanna Lumley
- Michael Mansfield QC
- Sir Paul McCartney
- Heather Mills McCartney
- Hayley Mills
- Jenny Seagrove
- Martin Shaw
- Anneka Svenska
- Wendy Turner Webster
- Benjamin Zephaniah
- Cindy Jackson
- Jeremy Cunningham
- 10,000 Things
- John Feldmann
- Rose Elliot